# Private Eyes (Lied)
Private Eyes ist ein Popsong von Hall & Oates aus dem Jahr 1981, der von Warren Pash, Daryl Hall, Sara und Janna Allen geschrieben wurde. Er erschien auf dem gleichnamigen Album. Für die Produktion waren Daryl Hall, John Oates und Neil Kernon verantwortlich.

## Geschichte
Die Melodie komponierte Warren Pash, Janna Allen übernahm das Arrangement und Daryl Hall schrieb die Akkorde. In einem Interview mit dem American Songwriter sagte Hall: “That’s a real Janna Allen [co-writer and sister of Sara Allen] song. Janna, and I, and Warren Pash wrote that. Warren and Janna wrote most of the song, and I took it and changed it around – changed the chords. Sandy [Sara Allen] and I wrote the lyrics. It's a real family song, the Allen sisters and me.” („Das ist ein typischer Janna-Allen-Song. Janna, Warren Pash und ich hatten ihn geschrieben. Warren und Janna schrieben den größten Teil, ich hatte da die Akkorde angepasst. Sandy (Sara Allen) und ich hatten noch ein paar Überarbeitungen gemacht. Es ist ein echtes Familien-Lied, die Allen-Schwestern und ich.“) Die Veröffentlichung war im August 1981.

## Musikvideo
Der Stil des Musikvideos ist im Film noir gehalten. Das Duo und die Begleitmusiker spielen im Video das Lied und tragen Trenchcoats. Dies war das erste Video, in dem G. E. Smith als Gitarrist, Tom Wolk als Bassist, Mickey Curry als Drummer und Charles DeChant am Saxophon auftraten.

## Coverversionen
- 1982: Helena Vondráčková (Král diskoték)
- 1990: Kim Carnes
- 2010: The Bird & The Bee
- 2014: Sleeping at Last

## Trivia
Das Lied ist die Titelmelodie der gleichnamigen Krimiserie aus Kanada. Gesungen wird es von Dear Rouge.